# الرومانية الكاثوليكية في بلجيكا

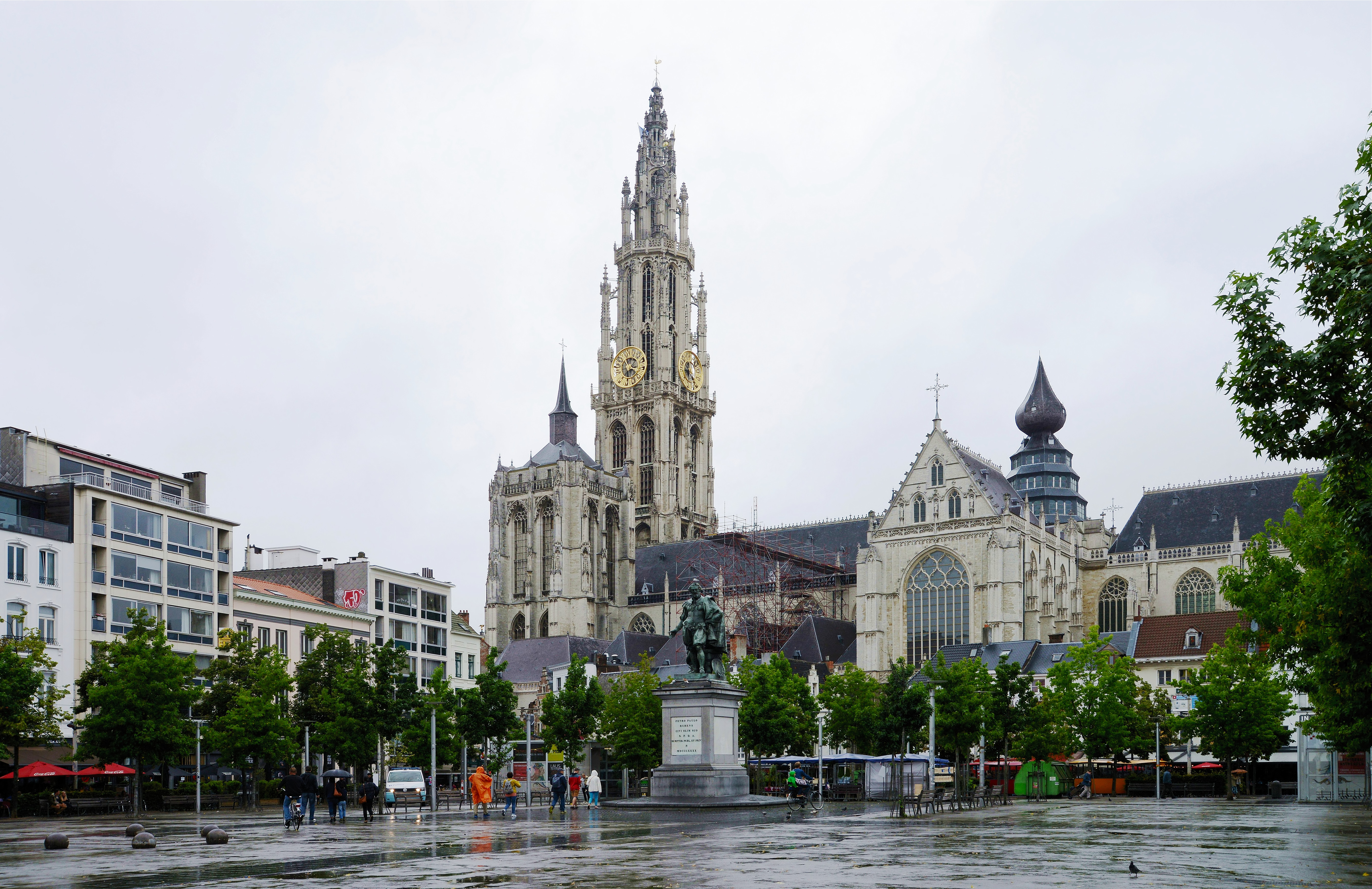
كاتدرائية سيدة أنتويرب.

منذ استقلال المملكة البلجيكية والكنيسة الرومانية الكاثوليكية تلعب دورًا هامًا في السياسة في بلجيكا.
على الرغم من ذلك بلجيكا هي إلى حد كبير دولة علمانية والدستور العلماني ينص على حرية الدين، وتحترم الحكومة بشكل عام هذا الحق في الممارسة العملية. تترواح نسبة أتباع الكنيسة الرومانية الكاثوليكية بين 58% حتى 75%.
خلال عهد كل من الملك ألبير الأول وبودوان الأول، أرتبطت الأسرة المالكة والملكيّة بعلاقة مرتبطة الجذور مع الكاثوليكية وحظيت الكنيسة الرومانية الكاثوليكية بنفوذ شاسع. أثرت الكنيسة الرومانية الكاثوليكية على الحياة الاجتماعية والسياسية والتعليمية في البلاد لقرون، وأسست العديد من الجامعات مثل جامعة لوفان الكاثوليكية والتي وفقًا لتصنيف تايمز للتعليم العالي لسنة 2015 تصدرت مرتبة 55 في قائمة أفضل جامعات العالم.
سببّت الهيمنة الكاثوليكية على المؤسسات التعليمية أزمة سياسية في بلجيكا حول إشكالية الدين في التعليم بين الحزب الكاثوليكي المحافظ والحزب الليبرالي العلماني بين السنوات 1879 إلى 1884، ودعيت الأزمة بحرب المدارس الأولى. وأسفرت عن فترة من الهيمنة السياسية الكاثوليكية لمدة خمسين عامًا تقريبًا. وتبعتها حرب المدارس الثانية خلال الفترة من 1950 إلى 1959.
بلجيكا هو بلد كاثوليكي تقليديًا؛ وتمتعت الكاثوليكية بقوة خاصًة في فلاندرز. ومع ذلك، بحلول عام 2009 انخفضت نسبة المداومين على حضور القداس والطقوس الدينية إلى 5% في مجمل سكان مملكة بلجيكا، وإلى 3% في العاصمة بروكسل، و5.4% في فلاندرز. يذكر أنه في سنة 1998 كانت نسبة المداومين على حضور القداس حوالي 11%. بحسب الدراسات فإن سكان فلاندرز أكثر تدينًا مقارنًة في سكان والونيا في حين أن حضور العلمانية في والونيا قوي. وعلى الرغم من انخفاض الحضور يوم الأحد في الكنيسة في بلجيكا لا تزال الكاثوليكية قوة هامة في المجتمع. ولا تزال الكاثوليكية رمزيًا وماديًا لها موقع خاص ومميز في المملكة البلجيكية.